# Lương Vũ Sinh
Lương Vũ Sinh (梁羽生; pinyin: Liáng Yǔshēng; 5 tháng 4 năm 1926 (có tài liệu ghi là 1924) – 22 tháng 1 năm 2009)  là một nhà văn Trung Quốc viết truyện kiếm hiệp. Cùng với Kim Dung, Cổ Long, Ngọa Long Sinh, Ôn Thụy An, Lương Vũ Sinh được tôn làm "Võ hiệp ngũ đại gia".
Lương Vũ Sinh tên thật là Trần Văn Thống (陈文统, Chen Wentong), sinh tại Quảng Tây, Trung Quốc năm 1924 và qua đời tại Sydney, Úc năm 2009.

## Tác phẩm
Lương Vũ Sinh viết 35 bộ tiểu thuyết võ hiệp gồm 160 quyển. Theo thứ tự lịch sử trong Lương Vũ Sinh hệ liệt, 35 bộ đó là:
Đường Triều
Nữ Đế Kỳ Anh Lục (云海玉弓缘, 1961–1962)
Đại Đường Du Hiệp Truyện (大唐游俠傳, 1963–1964)
Long Phượng Bảo Thoa Duyên (龙凤宝钗缘, 1964–1966)
Tuệ Kiếm Tâm Ma (慧剑心魔, 1966–1968)
Tống Triều
Võ Lâm Thiên Kiêu (武林天驕, 1978–1982)
Phi Phượng Tiềm Long (飛鳳潛龍, 1966)
Cuồng Hiệp. Thiên Kiêu. Ma Nữ (狂俠天驕魔女, 1964–1968)
Hãn Hải Hùng Phong (瀚海雄風 1968–1970)
Minh Đích Phong Vân Lục (鳴鏑風雲錄, 1968–1972)
Phong Vân Lôi Điện  (風雲雷電, 1970–1972)
Minh Triều
Hoàn Kiếm Kỳ Tình Lục (還劍奇情錄, 1959–1960)
Bình Tung Hiệp Ảnh Lục  (萍蹤俠影錄, 1959–1960)
Tán Hoa Nữ Hiệp (散花女俠, 1960–1961)
Liên Kiếm Phong Vân Lục (聯劍風雲錄, 1961–1962)
Võ Lâm Tam Tuyệt (武林三絕, 1972–1976)
Quảng Lăng Kiếm (廣陵劍, 1972–1976)
Bạch Phát Ma Nữ Truyện (白髮魔女傳, 1957–1958)
Võ Đang Nhất Kiếm (武當一劍, 1980–1983)
Thanh Triều
Tái Ngoại Kỳ Hiệp Truyện (塞外奇侠传, 1956–1957)
Thất Kiếm Hạ Thiên Sơn (七剑下天山, 1956–1957)
Giang Hồ Tam Nữ Hiệp (江湖三女侠, 1957–1958)
Băng Phách Hàn Quang Kiếm (冰魄寒光劍, 1961)
Băng Xuyên Thiên Nữ Truyện (冰川天女传, 1959–1960)
Vân Hải Ngọc Cung Duyên (雲海玉弓緣, 1961–1963)
Băng Hà Tẩy Kiếm Lục (冰河洗劍錄, 1963–1966)
Phong Lôi Chấn Cửu Châu (風雷震九州, 1965–1967)
Hiệp Cốt Đan Tâm (侠骨丹心, 1967–1969)
Du Kiếm Giang Hồ (遊劍江湖, 1969–1972)
Mục Dã Lưu Tinh (牧野流星, 1972–1975)
Đạn Chỉ Kinh Lôi (彈指驚雷, 1977–1981)
Tuyệt Tái Truyền Phong Lục (絕塞傳烽錄, 1975–1978)
Kiếm Võng Trần Ti (劍網塵絲, 1976–1980)
Huyễn Kiếm Linh Kỳ (幻劍靈旗, 1980–1981)
Long Hổ Đấu Kinh Hoa (龍虎鬥京華, 1954)
Thảo Mãng Long Xà Truyện (草莽龍蛇傳, 1954–55)